# 浜島健爾
浜島 健爾（はましま けんじ、1959年（昭和34年）1月3日 - ）は、日本の実業家。ウシオ電機株式会社代表取締役社長を務めた。

## 人物・経歴
神奈川県生まれ。1982年武蔵工業大学工学部経営工学科卒業、ウシオ電機入社。1987年経済同友会出向。1990年ウシオ・アメリカ最高財務責任者。1994年ウシオ・アメリカ取締役。1999年ウシオ・アメリカ取締役社長。2000年クリスティ・デジタル・システムズ取締役社長、ウシオ電機取締役。2014年ウシオ電機代表取締役兼執行役員副社長。2014年からウシオ電機代表取締役社長を務め、2019年にウシオ電機相談役に退いた。